# Marquesado de Albranca
El marquesado de Albranca es un título nobiliario español creado por el rey Carlos IV mediante real decreto del 27 de marzo de 1789 y despacho expedido el 20 de diciembre de 1797 en favor de Gabino de Martorell, con el vizcondado previo de Dayá, por su contribución y colaboración con el marqués de Sollerich en la recuperación de Menorca a los ingleses.

## Marqueses de Albranca
|                        | Titular                                        | Periodo                |
| Creación por Carlos IV | Creación por Carlos IV                         | Creación por Carlos IV |
| ---------------------- | ---------------------------------------------- | ---------------------- |
| I                      | Gabino de Martorell y Gomila                   | 1789-1801              |
| II                     | José de Martorell y Olives                     | 1802-1837              |
| III                    | Gabino de Martorell y Martorell                | 1838-1886              |
| IV                     | Gabino de Martorell y Fivaller                 | 1887-1891              |
| V                      | Ricardo de Martorell y Fivaller                | 1882-1907              |
| VI                     | Gabino de Martorell y Telléz-Girón             | 1908-1918              |
| VII                    | Francisco de Borja de Martorell y Telléz-Girón | 1918-1936              |
| VIII                   | Mª Soledad de Martorell y Castillejo           | 1940-2004              |
| IX                     | Manuel Soto y de Martorell                     | 1990-                  |

## Historia de los marqueses de Albranca
- Gabino de Martorell y Gomila (Ciudadela, 26 de septiembre de 1734-17 de septiembre de 1801), I marqués de Albranca, jurado militar (1761, 1772, 1778, 1787, 1793), consejero militar (1771, 1792, 1796), baile general (1762, 1788, 1797), mostassaf (1764, 1775), clavario general (1792), clavario de las obras de San Juan Bautista (1754) y de la Caja de San Sebastián (1762).[1]

Casó el 1 de enero de 1755, en Ciudadela, con Juana de Olives y Martorell, hija de Bernardo de Olives y su esposa Mariana de Martorell. Le sucedió su hijo:
- José de Martorell y de Olives (Ciudadela, 18 de marzo de 1764-Ciudadela, 1837), II marqués de Albranca, jurado militar (1803 y 1811), conseller militar (1792, 1809, 1810).[2]

Casó el 3 de enero de 1796 con su prima Águeda Martorell y de Olives (n. 1776), hija de Pedro Martorell y Gomila y su esposa Antonia de Olives y Squella. Le sucedió su hijo:
- Gabino de Martorell y de Martorell (Ciudadela, 21 de diciembre de 1811-Madrid, 16 de diciembre de 1886), III marqués de Albranca, senador vitalicio del reino por Baleares (1864-1865, 1884-1885) y por Segovia (1876-1877, 1884), diputado por Baleares, caballero de la Real Maestranza de Valencia (1862), Gran Cruz de Carlos III, gentilhombre de cámara con ejercicio y servidumbre.[4]

Casó el 19 de marzo de 1842 con María de las Mercedes de Fivaller y Centurión (1818-1886), XII marquesa de la Lapilla, X marquesa de Monesterio, VII marquesa de Paredes, VII condesa de Darnius. El 29 de noviembre de 1887 le sucedió su hijo:
- Gabino de Martorell y Fivaller (Ciudadela, 27 de noviembre de 1846-1893), IV marqués de Albranca, IV duque de Almenara Alta (1886), caballero de la Orden de Santiago (1879), caballero maestrante de Valencia (1877), gentilhombre de cámara con ejercicio y servidumbre, diputado a Cortes por Mahón (1891).[5]

Soltero, sin descendientes. El 10 de octubre de 1893 le sucedió su hermano:
- Ricardo de Martorell y Fivaller (Ciudadela, 9 de abril de 1954-Madrid, 12 de marzo de 1907), V marqués de Albranca, V duque de Almenara Alta (1893), diputado a Cortes por Mahón (1884), caballero de Santiago (1879), vocal del Consejo de Órdenes, caballero maestrante de Valencia, gentilhombre de cámara con ejercicio y servidumbre.[6]

Casó el 16 de noviembre de 1893, en Madrid, con Ángela María Téllez-Girón y Fernández de Córdoba (n. 1871), hija de Francisco de Borja, XI duque de Uceda, duque de Escalona, marqués de Villena etc., y du esposa Ángel María Fernández de Córdoba y Pérez de Barradas, de los duque de Medinaceli. El 22 de marzo de 1910 le sucedió su hijo:
- Gabino de Martorell y Téllez Girón (Madrid, 22 de octubre de 1894-Madrid, 13 de noviembre de 1918), VI marqués de Albranca, VI duque de Almenara Alta, IX marqués de Paredes.[7]

Soltero, sin descendientes. El 6 de diciembre de 1920 le sucedió su hermano:
- Francisco de Borja de Martorell y Téllez-Girón (Madrid, 17 de junio de 1898-Paracuellos de Jarama, 30 de noviembre de 1936), VII marqués de Albranca, VII duque de Almenara Alta, XVII duque de Escalona, X marqués de Paredes, XI marqués de Villel, XVIII marqués de Villena, XV marqués de la Lapilla, marqués de Monasterio, conde de Ureña, caballero de Santiago (1922), caballero maestrante de Valencia (1921), gentilhombre de cámara con ejercicio y servidumbre.[7]

Casó el 9 de mayo de 1923, en Madrid, con María de los Dolores Castillejo y Wall (n. 1898), hija de Juan Bautista Castillejo y Sánchez de Teruel, V conde de Floridablanca, y su esposa María de la Concepción Wall y Diego, VII condesa de Armíldez de Toledo. El 13 de julio de 1951 le sucedió su hija:
- María Soledad de Martorell y Castillejo (8 de julio de 1924-Madrid, 6 de agosto de 2022),[8] VIII marquesa de Albranca, XVIII duquesa de Escalona, VIII duquesa de Almenara Alta, XIX marquesa de Villena, XVI marquesa de Lapilla, XII marquesa de Monesterio, XI marquesa de Paredes, XIII marquesa de Villel y X condesa de Darnius.[7]

Casó en 1948 con Juan Pedro de Soto Domecq (1907-2004), alférez provisional, hijo de Fernando de Soto y González de Aguilar, XII marqués de Arienzo, IV conde de Puerto Hermoso, XI marqués de Santaella, y su esposa Carmen Domecq y Núñez de Villavicencio. El 13 de febrero de 1990, previa orden del 20 de octubre de 1989 para que se expida la correspondiente carta de sucesión (BOE del día 27), le sucedió, por distribución, su hijo:
- Manuel de Soto y de Martorell, IX marqués de Albranca, ingeniero agrónomo.[11]

Casó con Rocío Estrada de Artacho (m. 2005).